# Château de Cangé
Le château de Cangé est un château situé entre la commune de Saint-Avertin, dans le département d'Indre-et-Loire.

## Historique
Le château de Cangé a été édifié au XIIIe siècle pour une famille tourangelle, les d'Andigné. Il se situe au sein d'un parc de quinze hectares sur le coteau à l'est de la ville, dominant ainsi la vallée du Cher.
Plusieurs dynasties de renom occupèrent successivement le château :
- les d'Andigné (1200-1400) ;
- les Montmorin (1400-1489) ;
- les Coningham (1489-1679) ;
- Antoine Girollet (1746-1766) ;
- les Plessis de Grenédan (1804-1810) ;
- les Viot (1818-1832) ;
- les Panon Desbassayns de Richemont (1832-1856) ;
- Maurice Cottier (1856-1904) ;
- les Pourtalès (1904-1944).

Le père de l'amiral Hercule de Conigan de Cangé (1594-1642) était seigneur de Cangé.
Jean-Pierre Gilbert Imbert de Chastres, maire de Tours, occupa le château, ainsi que cinq maires de Saint-Avertin : Louis-Joseph du Plessis-Mauron de Grenédan, Edmond Viot-Prudhomme (?- 1832), le baron Paul de Richemont (1832-?), Maurice Cottier (1870-?) et le comte Paul de Pourtalès.
Durant de la Seconde Guerre mondiale, le château de Cangé fut réquisitionné pendant cinq jours par le président Albert Lebrun, ainsi que par les services de la présidence de la République. Deux conseils des ministres s'y déroulèrent les 12 et 13 juin 1940. Après la guerre, son propriétaire le laissa à l'abandon. Un incendie le ravagea dans la nuit du 20 au 21 juin 1978. La propriété est finalement rachetée par la commune en 1980.
Après deux ans de rénovations, le château a été réhabilité en une médiathèque moderne tout en respectant l'architecture. Elle a ouvert ses portes le 28 décembre 2012.
Les dépendances ainsi que le vaste parc du château accueillent régulièrement le centre de loisirs de la ville, l'école municipale de musique ainsi que de nombreuses associations. Plusieurs événements y sont régulièrement organisés tout au long de l'année grâce à un grand nombre d'installations : circuit de bicross, jeux, etc.

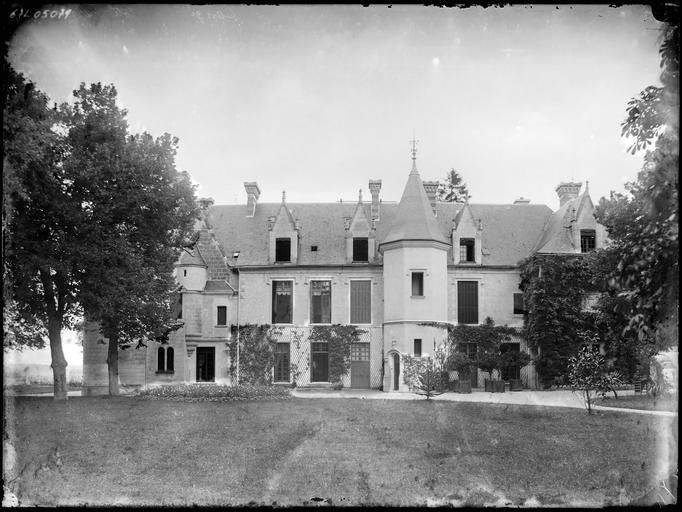
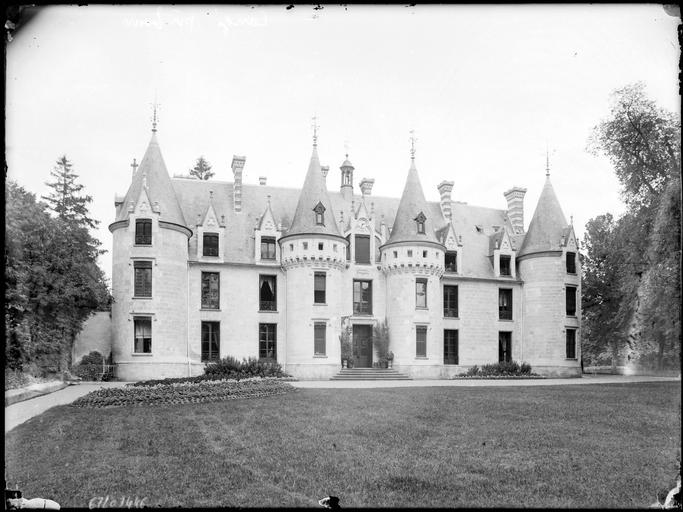
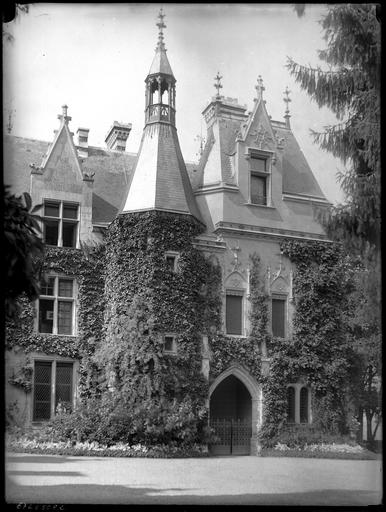
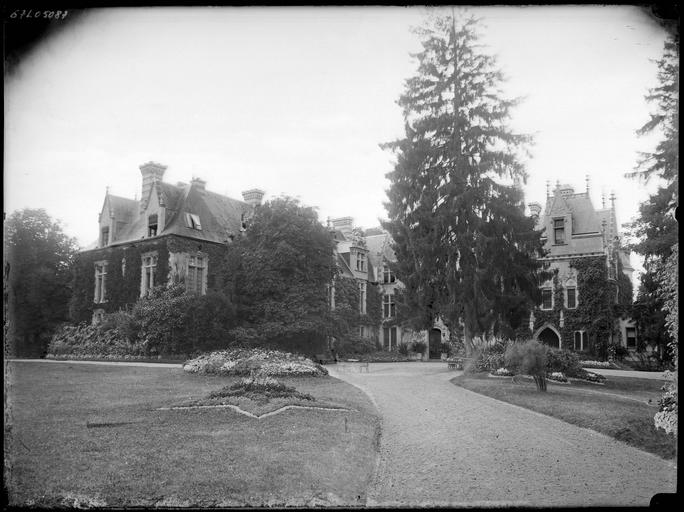
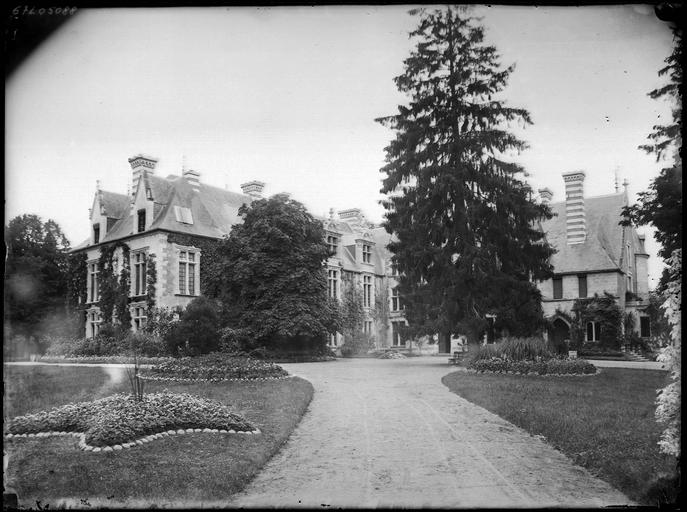